# Gladiolus boranensis
Gladiolus boranensis är en irisväxtart som beskrevs av Peter Goldblatt. Gladiolus boranensis ingår i släktet sabelliljor, och familjen irisväxter. Inga underarter finns listade i Catalogue of Life.